# نجواها و دروغ‌ها
نجواها و دروغ‌ها (انگلیسی: Whispers and Lies) یک رمان مهیج نوشتهٔ جوی فیلدینگ محصول سال ۲۰۰۲ است.